# Arhopala afranius
Arhopala afranius är en fjärilsart som beskrevs av Hans Fruhstorfer 1914. Arhopala afranius ingår i släktet Arhopala och familjen juvelvingar. Inga underarter finns listade i Catalogue of Life.